# Calcarius
Calcarius is een geslacht van vogels uit de familie van de Calcariidae. De wetenschappelijke naam van het geslacht is voor het eerst geldig gepubliceerd in 1802 door Bechstein.

## Soorten
De volgende soorten zijn bij het geslacht ingedeeld:
- Calcarius lapponicus – IJsgors
- Calcarius ornatus – Roodhalsgors
- Calcarius pictus – Bonte ijsgors